# Вальтер Геїнг
Вальтер Геїнг (нім. Walter Göing; 2 серпня 1914, Вільгельмсгафен — 28 травня 1943, Середземне море) — німецький офіцер-підводник, капітан-лейтенант крігсмаріне.

## Біографія
8 квітня 1934 року вступив на флот. З червня 1939 року — навчальний офіцер на навчальному кораблі «Сілезія». В квітні-листопаді 1940 року пройшов курс підводника. З жовтня 1940 року — навчальний офіцер училища корабельної артилерії в Кілі. З лютого 1941 року — 1-й вахтовий офіцер на підводному човні U-38. З липня 1941 по листопаді 1942 року пройшов курс командира човна в Мемелі і навчання в училищі корабельної артилерії в Кілі. З 3 листопада 1942 року — командир U-755, на якому здійснив 5 походів (разом 145 днів у морі). 28 травня 1943 року U-755 був потоплений в Середземному морі північно-західніше Майорки (39°58′ пн. ш. 01°41′ сх. д.) ракетами британського бомбардувальника «Хадсон». 9 членів екіпажу були врятовані, 40 (включаючи Геїнга) загинули.
Всього за час бойових дій потопив 3 кораблі загальною водотоннажністю 3902 тонни.
| Дата            | Назва корабля             | Тип                      | Тоннаж | Екіпаж | Загинули | Країна  | Конвой |
| --------------- | ------------------------- | ------------------------ | ------ | ------ | -------- | ------- | ------ |
| 9 вересня 1942  | USS Muskeget (WAG-48)     | Метеорологічний корабель | 1,827  | 125    | 125      | США     |        |
| 26 березня 1943 | FFL Sergent Gouarne (P43) | Протичовновий траулер    | 1,147  | 70     | 56       | Франція |        |
| 2 квітня 1943   | Simon Duhamel II          | Паровий траулер          | 928    | 54     | 53       | Франція | TE-20  |

## Звання
- Кандидат в офіцери (8 квітня 1934)
- Морський кадет (26 вересня 1934)
- Фенріх-цур-зее (1 липня 1935)
- Оберфенріх-цур-зее (1 січня 1937)
- Лейтенант-цур-зее (1 квітня 1937)
- Оберлейтенант-цур-зее (1 квітня 1939)
- Капітан-лейтенант (1 січня 1942)

## Нагороди
- Медаль «За вислугу років у Вермахті» 4-го класу (4 роки)